# آقای اشتباه
آقای اشتباه (به ترکی استانبولی: Bay Yanlış)، یک سریال کمدی-رمانتیک ترکی، با امضای گلد فیلم است. اولین قسمت آن در تاریخ ۲۶ ژوئن ۲۰۲۰ به کارگردانی دنیز یورولمازر منتشر شد و به نویسندگی آسلی زنگین و بانو زنگین ساخته شده‌است. این سریال در ۲ اکتبر ۲۰۲۰ پایان یافت.این سریال در ایران سال ۲۰۲۰ تا ۲۰۲۱ با دوبله فارسی از شبکه ام بی سی پرشیا پخش شد. این سریال چندوقت پیش در کشور ایتالیا نیز پخش شد که بسیار مورد پسند قرار گرفت.

## بازیگران و شخصیت‌ها
- جان یامان (اوزگور آتاسوی)
- اوزگه گورل (ازگی اینال)
- گورگن اوز (لونت یازمان)
- فاطما توپتاش (جانسو آکمان)
- سوات سونگور (اونال ییلماز)
- لاله بشار (سویم آتاسوی)
- جمره گوملی (دنیز کوپاران)
- سرکای توتونجو (اوزان دینچر)
- سارپ جان کورواغلو (سردار اوزتورک)
- تایگون سونگار (سونر سچکین)
- فری بایجو گولر (نوین ییلماز)
- اجه ایرتم (گیزم سزر)
- امره ارن (آنیل چلیک)
- کیمیا گوکچه آیتاچ (ایرم دوآن)

## برنامه پخش
| فصل   | روز و ساعت پخش | شروع فصل     | پایان فصل    | تعداد قسمت‌های پخش شده | محدوده قسمت | فصل تلویزیون | کانال تلویزیون |
| ----- | -------------- | ------------ | ------------ | --------------------- | ----------- | ------------ | -------------- |
| فصل ۱ | جمعه ۲۰:۰۰     | ۲۶ ژوئن ۲۰۲۰ | ۲ اکتبر ۲۰۲۰ | ۱۴                    | ۱–۱۴        | ۲۰۲۰         | فاکس تی‌وی      |